# Nassir al-Ghanim
Nassir al-Ghanim (arabisch ناصر الغانم, DMG Nāṣir al-Ġānim; * 4. April 1961) ist ein ehemaliger kuwaitischer Fußballspieler.

## Karriere
In seiner Zeit beim Kazma SC stand er im Kader der kuwaitischen Nationalmannschaft bei der Weltmeisterschaft 1982, kam jedoch in keinem der drei Vorrunden-Spiele zum Einsatz.